# Фудзивара, Юкино
Юкино Фудзивара (яп. 藤原 由紀乃 Фудзивара Юкино, род. 1 июня 1966, Токио) — японская пианистка.
Начала учиться музыке в 4 года, во время пребывания её родителей в Мюнхене. В 1976 г. выступила в Токио с первым концертом. В дальнейшем вернулась в Мюнхен для продолжения музыкального образования. В 1982 г. получила третью премию на Международном конкурсе имени Бузони, в 1985-м — вторую на Международном конкурсе имени Гезы Анды, в 1986 г. разделила первое место на Конкурсе имени Лонг и Тибо. Много концертирует в Европе (особенно в Германии) и в Японии. Выпустила несколько альбомов с произведениями Людвига ван Бетховена, Роберта Шумана, Фредерика Шопена, в 2007 г. записала Гольдберг-вариации Иоганна Себастьяна Баха.